# La Lecture de la Lettre
La Lecture de la Lettre, (A leitura da carta em português), é uma pintura de Pablo Picasso, criada em 1921, no período de transição do artista entre o cubismo e o classicismo.[carece de fontes?]
Pode-se observar no quadro a desproporcionalidade entre as mãos e os demais objetos presentes na pintura, o que leva a crer na busca em privilegiar o tato frente a visão.
A pintura foi descoberta somente após a morte de Picasso e passou a pertencer ao estado francês, que posteriormente a entregou aos cuidados do Museu Picasso.